# Uncial 091
Uncial 091 (numeração de Gregory-Aland), ε 30 (Soden), é um manuscrito uncial grego do Novo Testamento. A paleografia data o codex para o século 6.

## Descoberta
Codex contém o texto do Evangelho segundo João (6,13-14.22-24) em 1 folha de pergaminho (32 x 28). O texto está escrito com duas colunas por página, contendo 23 linhas cada.
O texto grego desse códice é um representante do Texto-tipo Alexandrino. Aland colocou-o na Categoria II.
Actualmente acha-se no Biblioteca Nacional Russa (Gr. 279) em São Petersburgo.